# 一気!
}}
『一気!』（いっき）は、とんねるず3枚目のシングル。1984年12月5日にビクター音楽産業より発売。

## 概要
とんねるずのシングルとしては3枚目であるが、前2作は企画盤のため、一般的に本作がデビューシングルとされている。秋元康は初起用。
レコード・ジャケットにもみられるが、応援団を想起させる「学ラン（長ラン）」姿で歌っていた。
本作の大ヒットを受け石橋貴明は「こんな俺らの曲買う人いるんだな」とつぶやいており、お笑いタレントとして彼らが頭角を現し始めた直後のリリースなど諸々のタイミングがよかったといえ、オリコンチャートで最高19位まで上るという、予想外の売上だった。これを機に『カリスマ』（もしくは『高卒のカリスマ』）と彼らは名乗り始める。
カラオケで歌詞が違う別ヴァージョンも存在し、冒頭部に文化放送で放送されていたラジオ番組「決定!全日本歌謡選抜」のパロディが再現されている。別ヴァージョン楽曲は、New Versionとして『成増』、Long Versionとして『自歌自賛/ザ・ベスト・オブとんねるず』にそれぞれ収録されている。
1985年1月19日放送の「オールナイトフジ」で「一気!」を歌った際、石橋貴明が突然テレビカメラに抱きつき、カメラを倒して壊してしまうという事件があった。この「テレビカメラ転倒パフォーマンス」の詳細は、とんねるず#ザ・ベストテンを参照。
歌番組に露出し始めた頃、「オレたちひょうきん族」の1コーナー『ひょうきんベストテン』に出演。しかし、かつて「ひょうきん族」の真裏で放送していた日本テレビの番組に出演していたことから、司会者から「他局の方々」という扱いを受けてしまう。そして歌い始めるや否や、「ひょうきん族」の出演者からビール瓶で殴られる、ケーキを顔面にぶつけられる、狭い透明の壁に押し込まれ諸々のゴミをかけられるなど、石橋・木梨の両者とも散々な目に遭う演出であり、いつものように暴れまわるパフォーマンスはできず、ついに二人は「もう日テレには出ないから勘弁してくれ!」「フジテレビ命(いのち)だよ～」と音を上げてしまった。
2013年12月放送「とんねるずのみなさんのおかげでした」の特別企画「ソコキタ紅白歌合戦」でも、冒頭の振付やカメラ転倒パフォーマンスなど、発売当時のパフォーマンスを忠実に再現した。
カップリング曲「バハマ・サンセット」は、矢沢永吉の『時間よ止まれ』のパロディで、石橋が矢沢、木梨が五木ひろしの物真似で歌っている。アルバム「成増」に収録されているバージョンはタイトルから全く繋がりがなく、二人の出身地である成増と祖師ヶ谷大蔵界隈を歌詞に散りばめた曲であるが、シングルとは違い、物真似では歌っていない。

## 収録曲
全曲　作詞：秋元康／作曲・編曲：見岳章
1. 一気!
2. バハマ・サンセット

## 収録アルバム
- 一気!
  - 成増 （New Version）
  - 自歌自賛 ザ・ベスト・オブとんねるず （Long Version）
  - 紅白!
  - CD FILE とんねるとんねるずの世界
  - GOLDEN☆BEST とんねるず 〜ビクター・イヤーズ・コンプリート
  - アーリー・ベスト・オブ・とんねるず
- バハマ・サンセット
  - 成増 （New Version）
  - CD FILE とんねるず
  - GOLDEN☆BEST とんねるず 〜ビクター・イヤーズ・コンプリート

## その他
- 歌詞中に下戸に一気飲みを強要していると取られかねない部分があるため、フジテレビONEにて2021年8月30日初回放送のよゐこらぼ2 「#35 とんねるずでパーリナイッ！」内において当楽曲が取り上げられた際、「※健康の為、一気飲み等の行為はやめましょう」とのテロップを表示するという条件付でオンエアされた。